# Theologische Fakultät von Apulien
Die Theologische Fakultät von Apulien (italienisch Facoltà Teologica Pugliese FTER) ist eine Hochschule in Trägerschaft der römisch-katholischen Kirche mit Sitz in Bari.
Die Theologische Fakultät Apulien ist eine akademische Einrichtung, die 2005 vom Heiligen Stuhl über die Kongregation für das katholische Bildungswesen (heute Dikasterium für die Kultur und die Bildung) errichtet wurde und die drei Institute, die ihre Gründung unterstützt haben, in einer einzigen Einrichtung zusammenfasst:
- das Apulische Theologische Institut Regina Apuliae in Molfetta (zunächst an die Päpstliche Universität Süditalien angegliedert)
- das Institut für Ökumenisch-Patristische Theologie Sankt Nikolaus (zunächst an die Päpstliche Universität Sankt Thomas Angelicum angegliedert)
- das Theologische Institut Santa Fara (zunächst an das Päpstliche Athenäum Antonianum angegliedert)

Die Theologische Fakultät ist eine kirchliche Fakultät sowie eine Universität der katholischen Kirche, die vom italienischen Staat in seiner Befugnis zur Vergabe von Hochschulabschlüssen anerkannt wurde. Sie ist eine universitäre Einrichtung für Theologie, die theologische Baccalauréat-, Lizenziat- und Doktorgrade in Theologie und Religionswissenschaften anbietet.